# Comalrena
El Mas Comalrena és una masia d'Olost (Osona) inclosa a l'Inventari del Patrimoni Arquitectònic de Catalunya.

## Descripció
Edifici de planta rectangular amb teulada a dos vessants amb el carener perpendicular a la façana principal. Hi destaca un portal adovellat que condueix a una entrada on trobem restes de murs d'estil romànic. Les finestres són amb llinda amb pedra treballada. L'edifici més antic és datat del 1631 amb un afegit del 1793. A la part esquerra hi ha un habitatge on hi havia una antiga galeria. La masia està molt reformada amb afegits moderns.

## Història
Segons el capbreu de l'any 1434, Comalrena pagava el cens al batlle de Pécanins.